# Corrado Clini
Corrado Clini (ur. 17 lipca 1947 w Latinie) – włoski wykładowca akademicki, urzędnik państwowy, od 2011 do 2013 minister środowiska i planowania przestrzennego w rządzie Maria Montiego.

## Życiorys
W 1972 ukończył studia medyczne na Uniwersytecie w Parmie. Uzyskiwał następnie doktoraty z zakresu zdrowia publicznego w 1975 na Uniwersytecie w Padwie i w 1986 na Uniwersytecie w Anconie. W latach 1975–1989 zajmował stanowisko dyrektora departamentu ochrony środowiska i zdrowia publicznego w administracji Marghery. Jednocześnie w latach 80. pełnił funkcje urzędnicze w ministerstwach zdrowia i środowiska. W 1990 objął urząd dyrektora generalnego w Ministerstwie Środowiska, który sprawował przez 21 lat, reprezentując w tym czasie włoski rząd na licznych międzynarodowych konferencjach i sympozjach, a także kierując rządowymi programami związanymi ze zrównoważonym rozwojem i poszukiwaniem źródeł energii. Od 1992 do 1998 zajmował jednocześnie stanowisko profesora na wydziale nauk środowiskowych Uniwersytetu w Parmie.
16 listopada 2011, zastępując Stefanię Prestigiacomo, objął stanowisko ministra środowiska i planowania przestrzennego w rządzie, na którego czele stanął Mario Monti. Zakończył urzędowanie 28 kwietnia 2013.